# Kirsty Nicole Robb
Pour les articles homonymes, voir Robb.
Kirsty Nicole Robb, née le 23 mai 1979, est une coureuse cycliste néo-zélandaise. Elle est double championne de Nouvelle-Zélande du contre-la-montre (1998 et 2000).

## Biographie
Kirsty Robb termine 32e au contre-la-montre des championnats du monde 1999, 31e en 2001, 33e en 2002 et 29e en 2003.

## Palmarès sur route
- 1998
  -  Championne de Nouvelle-Zélande du contre-la-montre
  - 3e du championnat de Nouvelle-Zélande sur route
- 1999
  - 3e du contre-la-montre des Jeux Océaniques
- 2000
  -  Championne de Nouvelle-Zélande du contre-la-montre
- 2001
  - Chrono champenois
  - 6e étape du Holland Ladies Tour
  - GP Groenen Groep
  - GP Van der Heijden
- 2002
  - Made
- 2003
  - 3e étape de Ster van Walcheren
  - 3e du Tour de Bretagne féminin
  - 3e de Grote Rivierenprijs

## Palmarès sur piste

### Championnats nationaux
- 2001
  - 2e de la poursuite